# ملعب غيلورا 10 نوفمبر
ملعب غيلورا 10 نوفمبر (بالإنجليزية: Gelora 10 November Stadium)‏ هو ملعب كرة قدم متعدد الأغراض يقع في سورابايا، إندونيسيا، يتسع لـ 30,000 متفرج.